# Saint-Sigismond, Loiret

Saint-Sigismond este o comună în departamentul Loiret din centrul Franței. În 1 ianuarie 2022 avea o populație de 270 de locuitori.